# Торпедо (футбольный клуб, Бердянск)
Футбольный клуб «Торпедо» (укр. Футбольний клуб "Торпедо") — советский и украинский футбольный клуб из Бердянска (Запорожская область).

## История
Команда создана в 1911 году на бердянском заводе Джона Гриевза. Два внука английского капиталиста Гриевза, который основал в Бердянске завод сельхозмашин, побывав в Англии, увлеклись футболом и часто вдвоем играли с мячом во дворе завода. Игра понравилась молодому токарю Павлу Малыхину. Ознакомившись с правилами, он начал комплектовать в 1911 году первую в городе команду. Первый матч между двумя заводскими командами состоялся летом 1912 года, стадионом служил пустырь.
В 1914 году, когда многие футболисты были отправлены на войну, команда приостановила своё существование. После окончания гражданской войны, в начале 20-х годов, команда возобновляет своё существование уже под названием «Металлист» (на базе завода «Первомайский» — бывший завод Гриевза, национализированный большевиками).
В начале 30-х годов была разрушена православная церковь, и на её месте построили стадион «Сельмаш» (ныне «Торпедо»). После чего команда была переименована в «Сельмаш» и с тех пор была закреплена за стадионом.
С 1936 года на Украине стали проводить первенство республики среди коллективов физкультуры. А уже со следующего года в этих соревнованиях дебютирует команда «Сельмаш» (бывший «Металлист»). Дебют получился успешным — 2-е место в своей группе. К большому сожалению летом 1941 года развитие команды было прервано войной.
После окончания войны команда была переименована в «Трактор». И уже в 1947, 1948 годах становится чемпионом области. Также дважды подряд — в 1949 и 1950 годах — завоевывает кубок области. И четыре сезона подряд — с 1948 по 1951 год — участвует в республиканских соревнованиях.
В 1956 команда уже выступала под названием «Торпедо» и в третий раз выиграла кубок области. В 1964 году «Торпедо» становится чемпионом ЦС ДСО «Авангард».
В мае 1966 года «Торпедо» дебютирует в классе «Б» чемпионата СССР и на протяжении пяти сезонов имеет статус команды мастеров. К сожалению, в 1971 году класс «Б» был упразднен, а бердянское «Торпедо» перешло в первенство Украины среди коллективов физкультуры.
В 1972 году участия в республиканском первенстве бердянцы не принимали. К тому же, команда «Торпедо» была практически расформирована и впоследствии восстанавливалась до середины 80-х годов. С этого момента команда принимает участие в городских соревнованиях. По состоянию на 2011 год — участник чемпионата Бердянска по футболу.

## Прежние названия
- «Металлист»
- «Сельмаш»
- «Трактор»

## Достижения
- Второй призёр первенства республики среди коллективов физкультуры — 1937 г.
- Чемпион Запорожской области — 1947, 1948, 1987 гг.
- Серебряный призёр чемпионата Запорожской области — 1989 г.
- Обладатель кубка Запорожской области — 1949, 1950, 1956 гг.
- Чемпион ЦС ДСО «Авангард» — 1964 г.

## Результаты

### Первенство СССР. Класс «Б». Вторая зона УССР
- 1966 год — 15 место
- 1967 год — 19 место
- 1968 год — 14 место
- 1969 год — 15 место
- 1970 год — 9 место

Турнир за 15-28 место — 22 место

### Кубок СССР
- 1/16 финала второй зоны УССР 1966—1967 гг.
- 1/8 финала Крымской зоны УССР 1967—1968 гг.

## Тренеры
- Дмитрий Авдеев (2011)